# The Keane Brothers
I Keane Brothers erano un popolare gruppo pop musicale dei tardi anni settanta.

## Storia
I Keane Brothers sono John e Tom Keane. Il loro primo singolo fu pubblicato nel 1976, seguito immediatamente dal loro primo album, intitolato The Keane Brothers, nel 1977, stabilendo il loro "semplice suono pop", caratteristico di quell'era musicale. Dopo quell'anno, diventarono i più giovani artisti nella storia (avendo rispettivamente 11 e 12 anni) a presentare il loro varietà televisivo, il The Keane Brothers Show, che durò per 4 settimane.
Tra il 1977 e 1982, i fratelli Keane incisero 4 album. Il primo album fu seguito da Taking Off nel 1978, che continuò perlopiù sullo stesso genere.
Nel 1981 il gruppo cambiò nome in Keane e pubblicò un altro album. Molti dei titoli delle tracce si riferiscono alla morte o all'omicidio, che sembrava il segnale del cambiamento di attitudini dei fratelli verso la musica che stavano producendo. Mark Moulin si unì al gruppo come chitarrista e cantante. L'album del 1982 Today, Tomorrow and Tonight espose i fratelli, Mark Moulin e il nuovo membro Jason Scheff (basso) a trovarsi dietro ad una misteriosa attività, che sembrava indicare il loro cambiamento da duetto a vera e propria band. Questo sarebbe il loro album finale come band; infatti essi si lanciarono in altri progetti dopo Today.